# Francesco Andreini
Francesco Andreini (c. 1548 - 1624) foi um ator italiano, nascido em Pistoia e membro da companhia I Gelosi, a qual Henrique IV da França convocou a Paris por conta de sua noiva, a jovem rainha Marie de Medici, introduzindo, assim, o estilo da commedia dell'arte na França.
Tanto sua esposa, Isabella Andreini, quanto seu filho, Giambattista Andreini, também eram artistas notáveis.